# Paper House

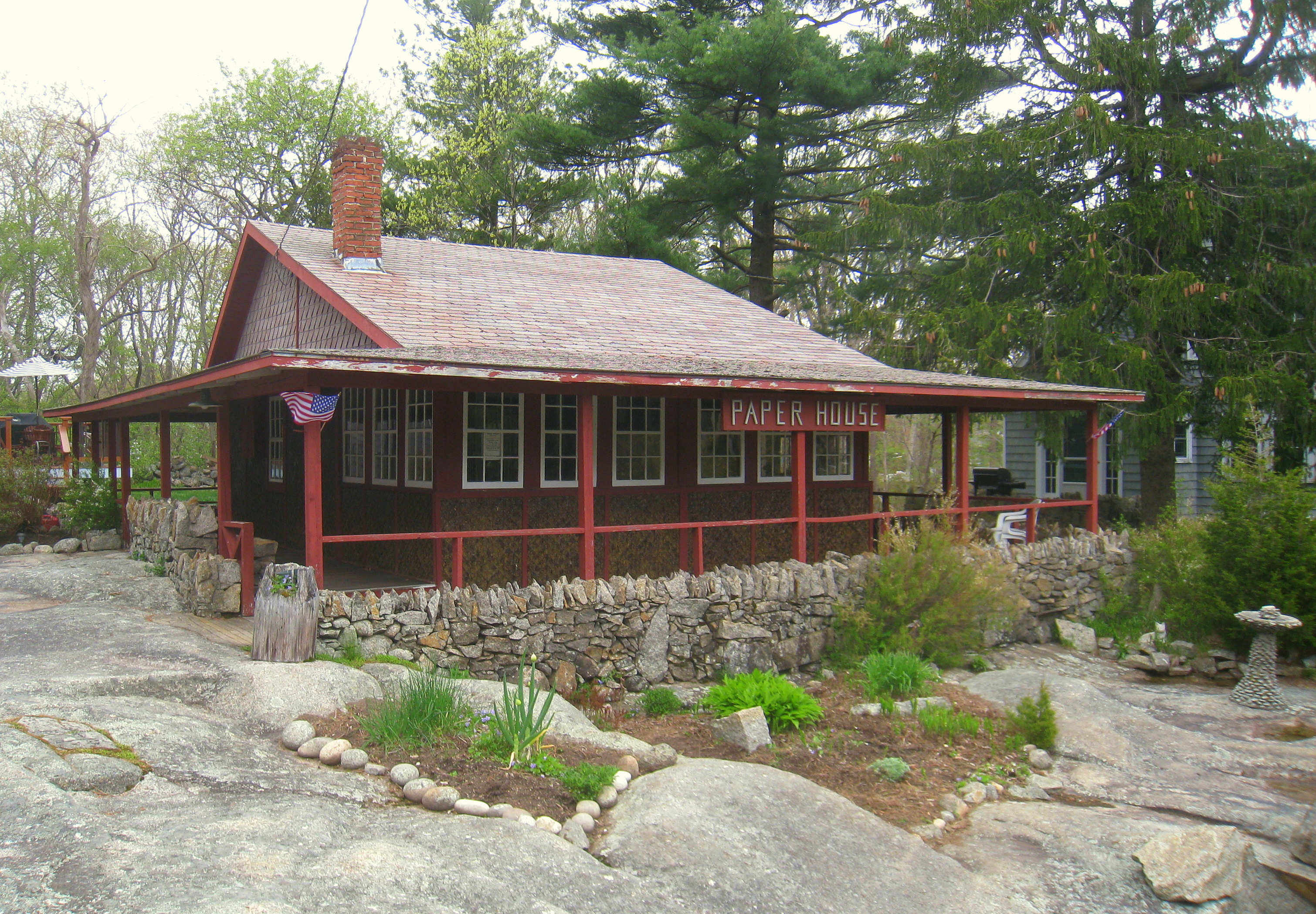
Exteriores en 2010.

La Paper House es una casa museo histórica en Rockport, Massachusetts, Estados Unidos. Fue construida entre 1922 y 1924 por el ingeniero sueco Elis F. Stenman como casa de verano. Decidió dejar las paredes desnudas y formadas únicamente a partir de su aislamiento de periódico barnizado. Más tarde agregó muebles construidos con papel de periódico enrollado. Para 1927 la casa se había convertido en una atracción turística. Ahora está dirigida como museo por miembros de la familia Stenman.

## Construcción

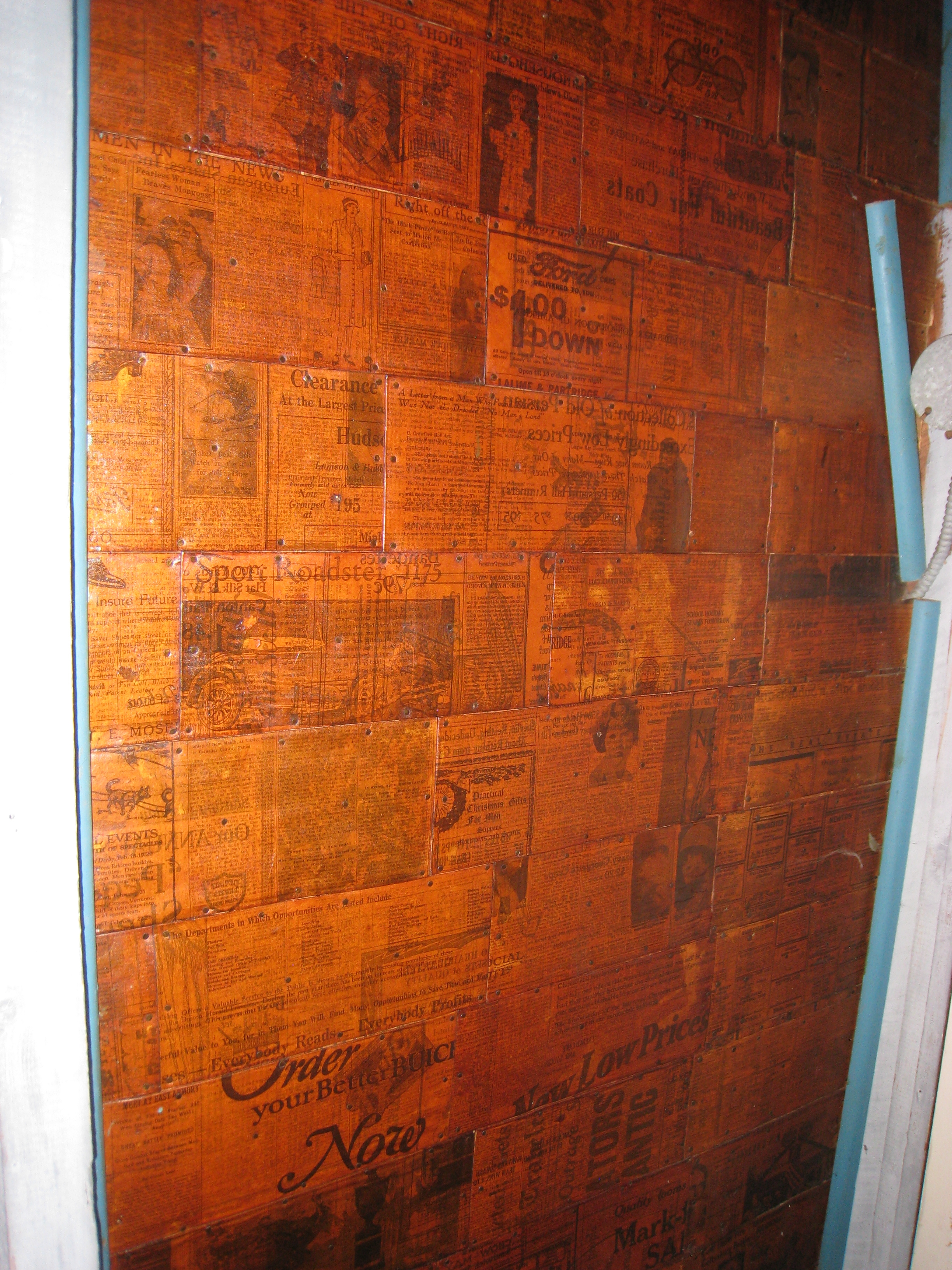
Detalle del interior de un muro.

La Paper House está ubicada en 52 Pigeon Hill Street en Rockport, Massachusetts. Fue construida como pasatiempo a partir de 1922 por Elis F. Stenman para su uso como casa de verano. Stenman fue un ingeniero mecánico sueco que construyó máquinas para la fabricación de sujetapapeles e intentó, sin éxito, inventar una plancha de vapor. La casa es de construcción tradicional con armazón de madera y tiene techo y piso de madera.
Stenman «siempre había resentido el desperdicio diario de periódicos» y decidió utilizar el material como aislamiento para sus paredes. Hizo un pegamento con harina, agua y materiales pegajosos como cáscara de manzana. Esto se mezcló con periódicos y se prensó para formar un material de 1 pulgada (2,5 cm) de espesor que consta de alrededor de 215 hojas de papel que se utilizó para rellenar las paredes entre el marco de madera. Esta pared fue luego barnizada.
La estructura se completó en 1924. Stenman tenía la intención de revestir las paredes con madera, pero en cambio decidió dejar el periódico como estaba como un experimento sobre su durabilidad. La casa estaba provista de electricidad y agua corriente, aunque no tenía baños; en el exterior había una letrina convencional de madera. Aunque por razones prácticas el hogar y la chimenea son de ladrillo, la repisa de la chimenea es de papel.
Cuando las paredes sobrevivieron, Stenman decidió construir muebles con periódicos firmemente enrollados y barnizados. Amigos y vecinos ayudaron a contribuir con los periódicos requeridos; la casa y los muebles reutilizaron 100.000 periódicos. El mobiliario incluye un escritorio hecho con relatos del vuelo transatlántico de Charles Lindbergh en 1927 en el Spirit of St. Louis, y un reloj de pared hecho con periódicos de las capitales de cada uno de los 48 estados de EE. UU. en ese momento. El único mueble que no está construido con papel es el piano, que solo está revestido con el material. >

## Funcionamiento como museo
Para 1927, la Paper House se había convertido en una atracción turística, se vendían postales con ella y las contribuciones de los visitantes eran suficientes para pagar los costos de funcionamiento de Stenman. Stenman y su esposa ocuparon la propiedad hasta 1930, desde entonces se ha utilizado únicamente con fines de exhibición. En la década de 1930 se añadió un porche que se extiende alrededor de la casa, lo que ayudó a proteger las paredes de papel del clima. Se ha vuelto a barnizar en ocasiones, aunque se ha tenido cuidado de no oscurecer el papel de periódico original. La casa sigue siendo propiedad privada de la familia Stenman y funciona como museo. Está abierta al público todos los días entre abril y octubre, con un precio de entrada de $2.

## Galería

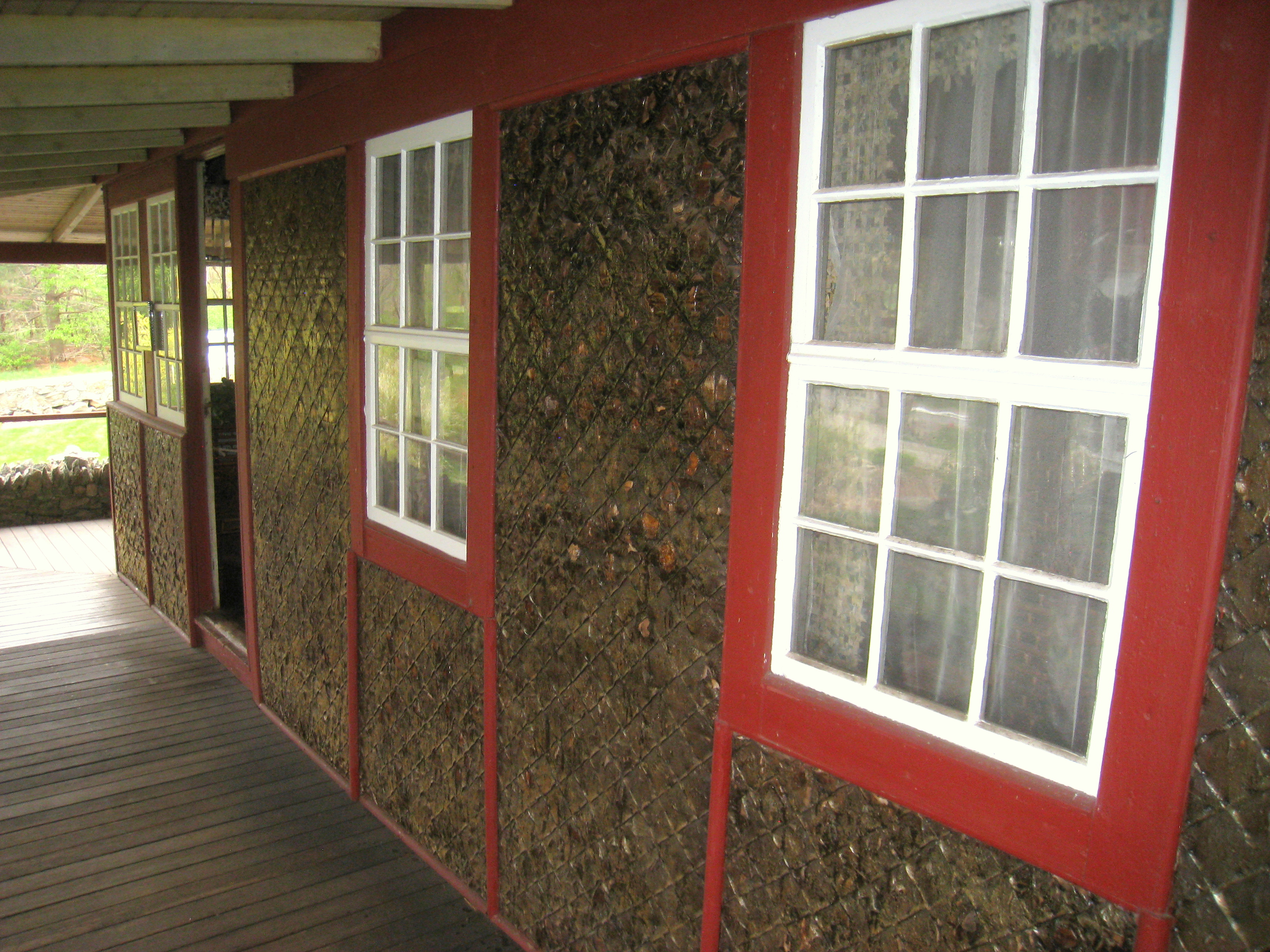
exterior de una pared.
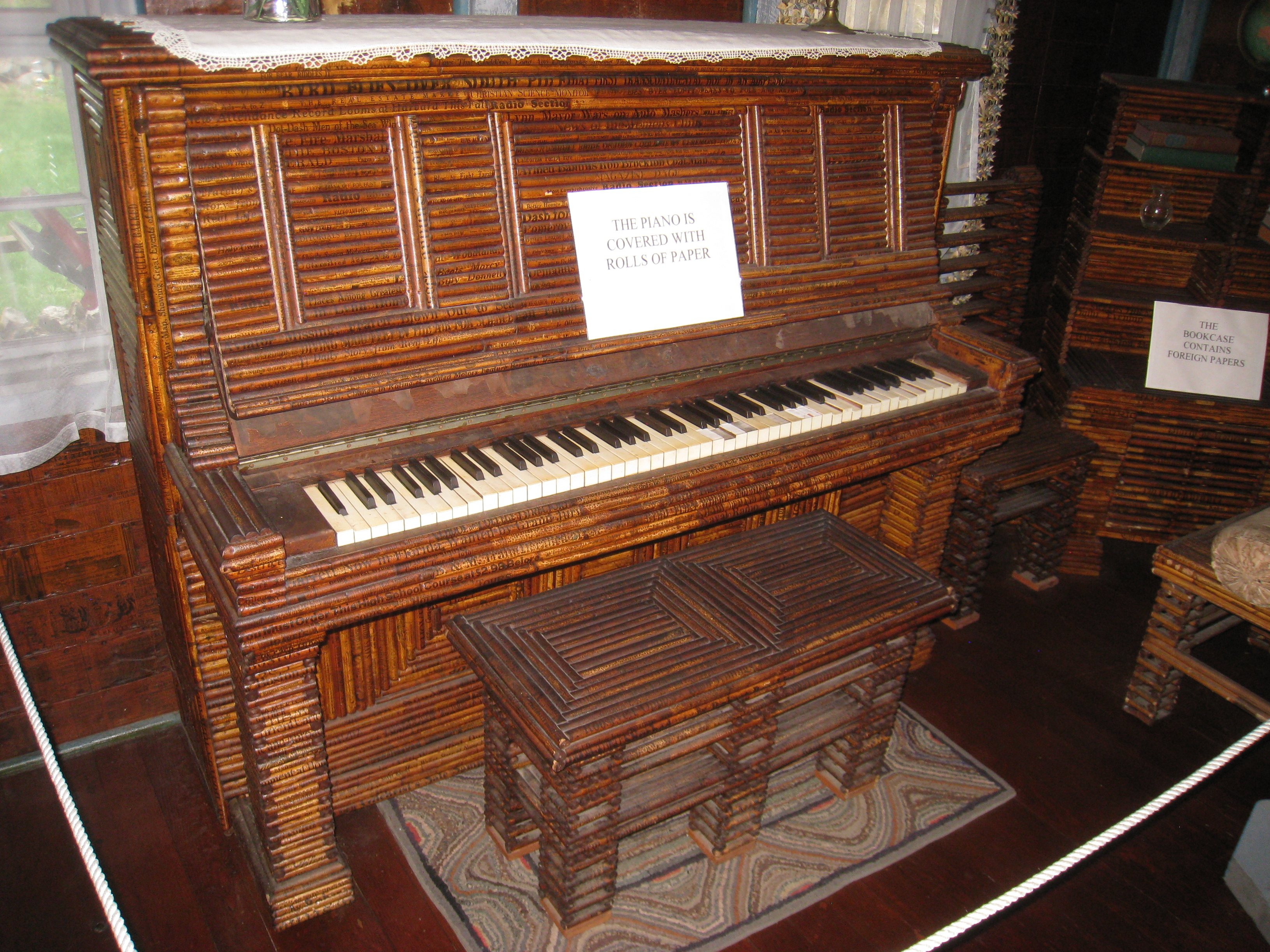
El piano.
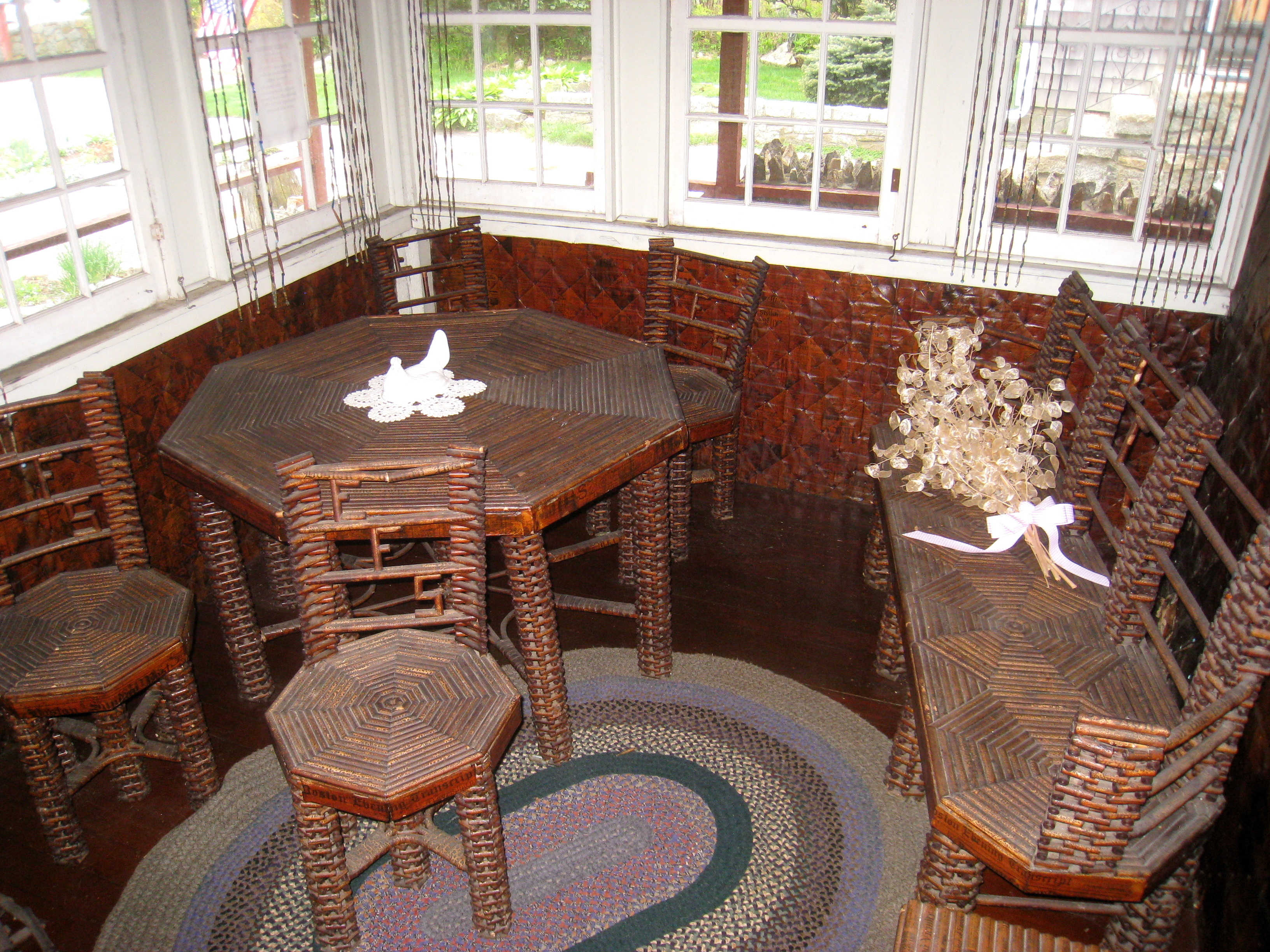
Juego de comedor.
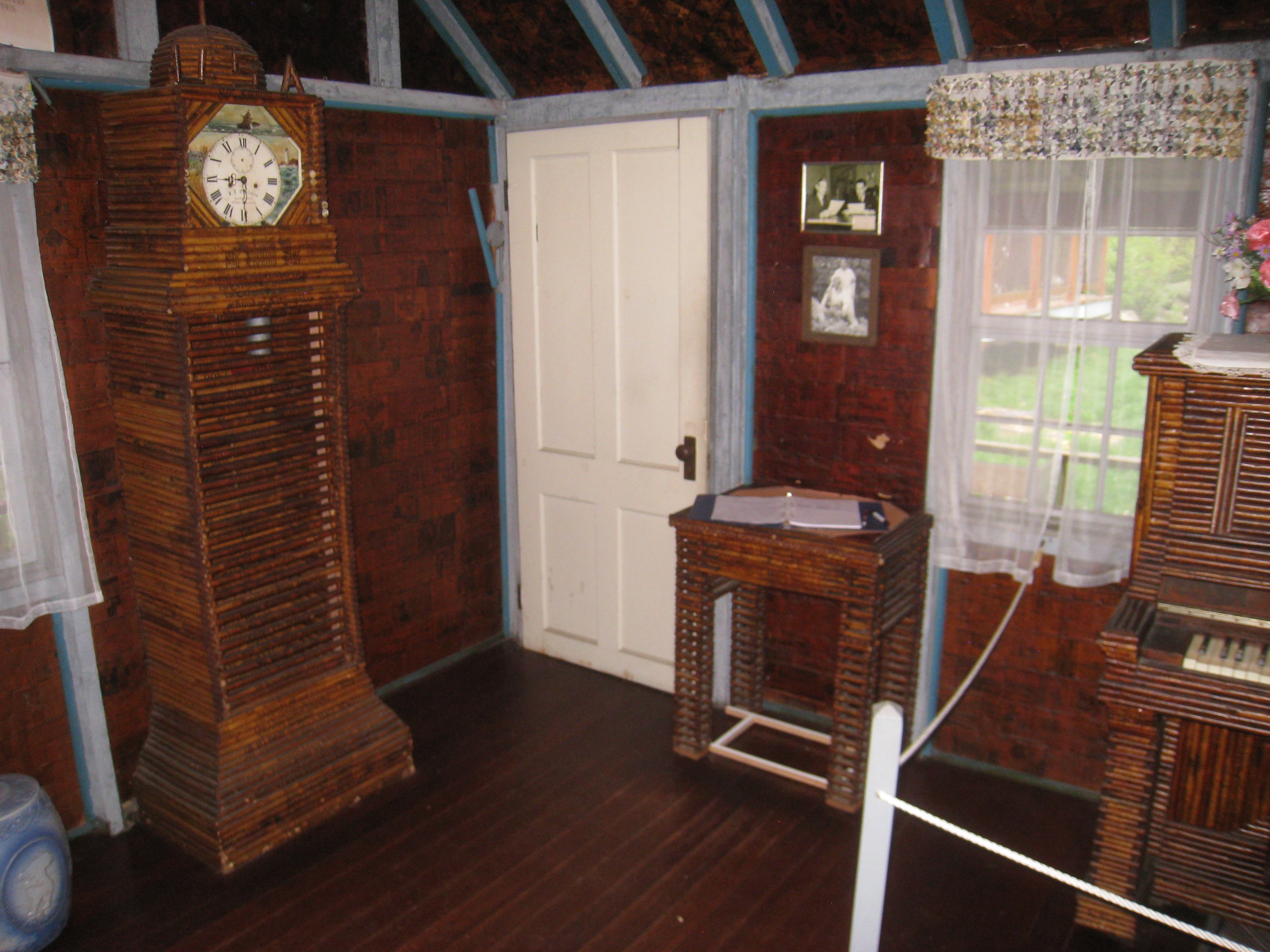
El reloj.
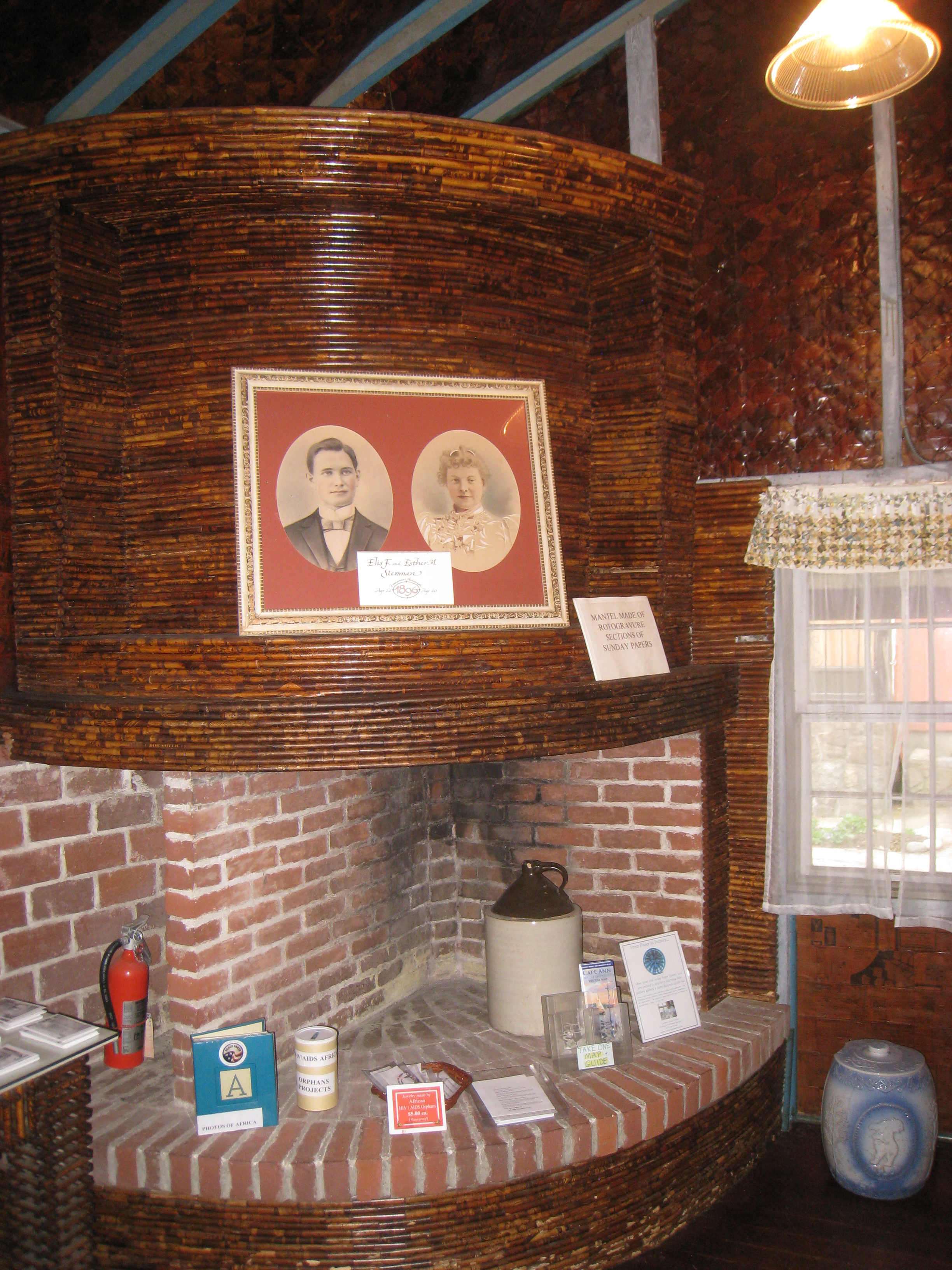
Chimenea.
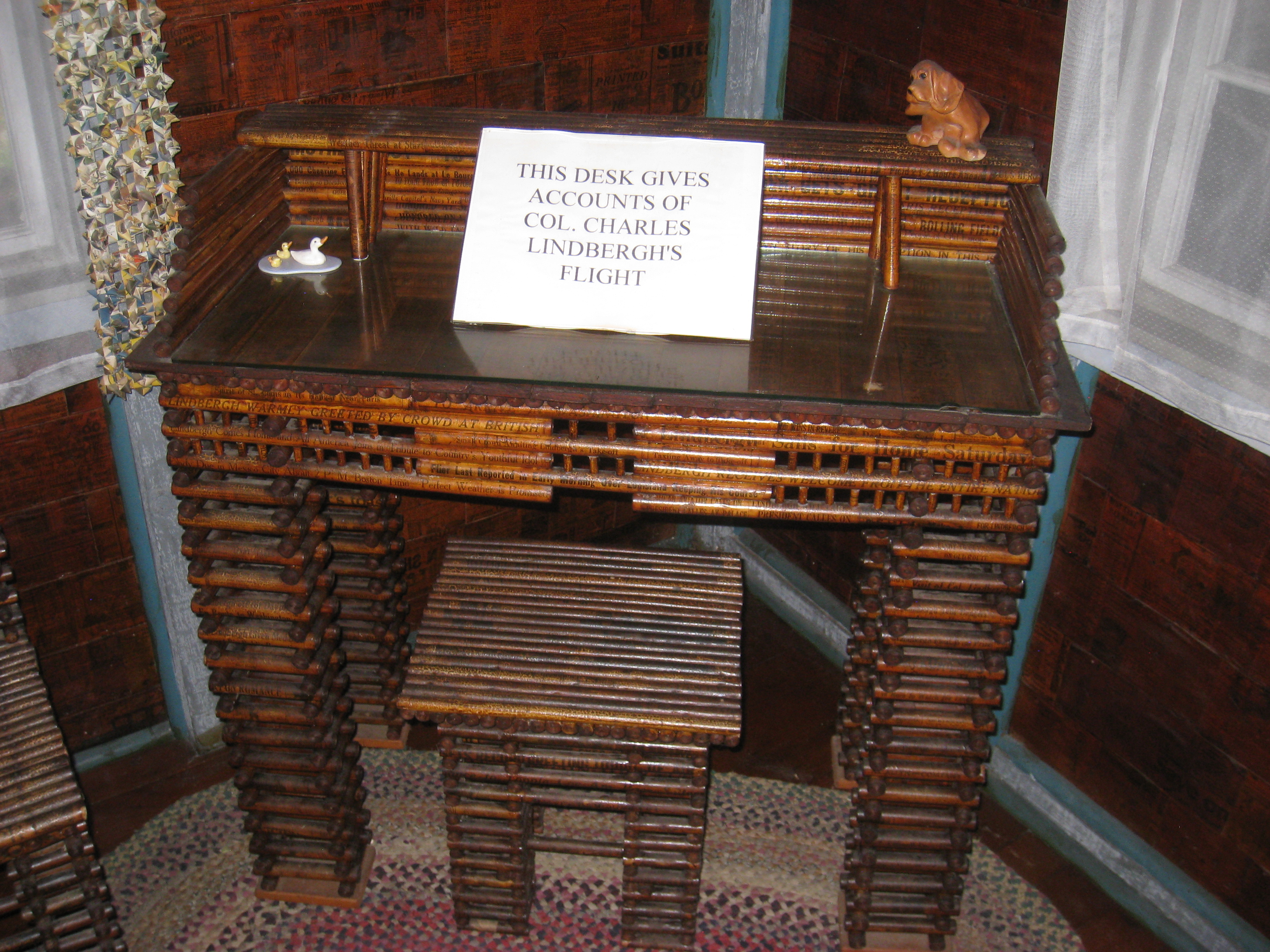
El escritorio Lindbergh.